# Lista najlepiej sprzedających się książek
Lista najlepiej sprzedających się książek
Biblia jest powszechnie uważana za bestseller wszech czasów. Według danych szacunkowych Księgi rekordów Guinnessa została sprzedana w liczbie ponad 5 miliardów egzemplarzy. Cytaty z Koranu są również jednymi z najbardziej rozpowszechnionych książek na świecie, których nakład szacuje się na ponad miliard egzemplarzy. Dokładnych danych drukowania dla tych i innych książek wymienionych poniżej może brakować i są nierzetelnymi źródłami, ponieważ te rodzaje dzieł mogą być publikowane przez wiele różnych i niezależnych wydawców, w niektórych przypadkach od wielu stuleci. Z owych powodów wszystkie książki o charakterze religijnym, ideologicznym, politycznym, czy filozoficznym zostały wyłączone z listy najlepiej sprzedających się książek.

## Lista

### Serie książkowe
| Nr | Autor                 | Narodowość        | Tytuł (uwagi)                                    | Wydana    | Gatunek                 | Sprzedaż     | Źródło      |
| -- | --------------------- | ----------------- | ------------------------------------------------ | --------- | ----------------------- | ------------ | ----------- |
| 1. | J.K. Rowling          | Wielka Brytania   | 7 tomów i 8 suplementów serii Harry Potter       | 1997–2016 | powieść fantasy         | 500 milionów | [ 4 ] [ 5 ] |
| 2. | R.L. Stine            | Stany Zjednoczone | 62 tomy serii Goosebumps                         | 1992–1997 | horror                  | 350 milionów | [ 6 ]       |
| 3. | Erle Stanley Gardner  | Stany Zjednoczone | 82 tomy serii i 4 suplementy serii Perry Mason   | 1933–1973 | powieść                 | 300 milionów | [ 7 ]       |
| 4. | Stan i Jan Berenstain | Stany Zjednoczone | ponad 300 tomów serii The Berenstain Bears       | od 1962   | powieść dziecięca       | 260 milionów | [ 8 ]       |
| 5. | Różni autorzy         | Stany Zjednoczone | 185 tomów serii Choose Your Own Adventure        | 1979–1998 | powieść dziecięca       | 250 milionów | [ 9 ]       |
| 5. | Francine Pascal       | Stany Zjednoczone | 400 tomów serii Bliźniaczki ze Sweet Valley High | 1983–2003 | powieść dziecięca       | 250 milionów | [ 10 ]      |
| 6. | Różni autorzy         | Stany Zjednoczone | 300 tomów serii Gwiezdne wojny                   | od 1977   | powieść science-fiction | 160 milionów | [ 11 ]      |
| 7. | Stephenie Meyer       | Stany Zjednoczone | 5 tomów i 2 suplementy serii Zmierzch            | 2005–2015 | powieść fantasy, romans | 120 milionów | [ 12 ]      |

### Książki jednotomowe
| Nr  | Autor                           | Narodowość        | Tytuł (uwagi)                                                             | Wydana    | Gatunek                                          | Sprzedaż                      | Źródło                                          |
| --- | ------------------------------- | ----------------- | ------------------------------------------------------------------------- | --------- | ------------------------------------------------ | ----------------------------- | ----------------------------------------------- |
| 1.  | Karol Dickens                   | Wielka Brytania   | Opowieść o dwóch miastach                                                 | 1859      | powieść historyczna                              | 200 milionów                  | [ 1 ] [ 13 ] [ 14 ] [ 15 ] [ 16 ] [ 17 ] [ 18 ] |
| 2.  | J.R.R. Tolkien                  | Wielka Brytania   | Władca Pierścieni                                                         | 1954–1955 | powieść high fantasy                             | 150 milionów                  | [ 1 ] [ 14 ] [ 16 ] [ 17 ] [ 18 ] [ 19 ]        |
| 3.  | J.R.R. Tolkien                  | Wielka Brytania   | Hobbit, czyli tam i z powrotem                                            | 1937      | powieść high fantasy                             | 140 milionów                  | [ 16 ] [ 20 ]                                   |
| 3.  | Antoine de Saint-Exupéry        | Francja           | Mały Książę                                                               | 1943      | powiastka filozoficzna                           | 140 milionów                  | [ 14 ] [ 17 ] [ 21 ] [ 22 ]                     |
| 4.  | J.K. Rowling                    | Wielka Brytania   | Harry Potter i Kamień Filozoficzny (pierwszy tom cyklu Harry’ego Pottera) | 1997      | powieść fantasy                                  | 107 milionów                  | [ 1 ] [ 16 ] [ 23 ]                             |
| 5.  | Agatha Christie                 | Wielka Brytania   | I nie było już nikogo                                                     | 1939      | powieść kryminalna                               | 100 milionów                  | [ 14 ] [ 17 ] [ 23 ]                            |
| 5.  | Cao Xueqin                      | Chiny             | Sen czerwonego pawilonu                                                   | 1754–1791 | powieść historyczna                              | 100 milionów                  | [ 1 ] [ 14 ] [ 24 ]                             |
| 5.  | H. Rider Haggard                | Wielka Brytania   | Ona: czyli historia niezwykłej wyprawy                                    | 1887      | powieść science-fiction, powieść fantasy         | 100 milionów                  | [ 14 ] [ 17 ]                                   |
| 6.  | C.S. Lewis                      | Wielka Brytania   | Lew, czarownica i stara szafa (pierwszy tom cyklu Opowieści z Narnii)     | 1950      | powieść fantasy                                  | 85 milionów                   | [ 1 ] [ 17 ] [ 25 ]                             |
| 7.  | Dan Brown                       | Stany Zjednoczone | Kod Leonarda da Vinci                                                     | 2003      | powieść sensacyjna                               | 80 milionów                   | [ 17 ] [ 26 ] [ 27 ]                            |
| 8.  | Napoleon Hill                   | Stany Zjednoczone | Myśl i bogać się. Jak zrealizować ambicje i osiągnąć sukces               | 2006      | poradnik psychologiczny                          | 70 milionów                   | [ 28 ]                                          |
| 9.  | J.D. Salinger                   | Stany Zjednoczone | Buszujący w zbożu                                                         | 1951      | powieść psychologiczna                           | 65 milionów                   | [ 29 ] [ 30 ]                                   |
| 9.  | Paulo Coelho                    | Brazylia          | Alchemik                                                                  | 1988      | powiastka filozoficzna                           | 65 milionów                   | [ 1 ] [ 31 ]                                    |
| 10. | J.K. Rowling                    | Wielka Brytania   | Harry Potter i Komnata Tajemnic (Drugi tom cyklu Harry’ego Pottera)       | 1998      | powieść fantasy                                  | 65 milionów                   | [ 23 ]                                          |
| 10. | J.K. Rowling                    | Wielka Brytania   | Harry Potter i więzień Azkabanu (Trzeci tom cyklu Harry’ego Pottera)      | 1998      | powieść fantasy                                  | 60 milionów                   | [ 23 ]                                          |
| 11. | J.K. Rowling                    | Wielka Brytania   | Harry Potter i Czara Ognia (Czwarty tom cyklu Harry’ego Pottera)          | 2000      | powieść fantasy                                  | 55 milionów                   | [ 23 ]                                          |
| 11. | J.K. Rowling                    | Wielka Brytania   | Harry Potter i Zakon Feniksa (Piąty tom cyklu Harry’ego Pottera)          | 2003      | powieść fantasy                                  | 55 milionów                   | [ 1 ]                                           |
| 12. | Gabriel García Márquez          | Kolumbia          | Sto lat samotności                                                        | 1967      | realizm magiczny                                 | 50 milionów                   | [ 32 ] [ 33 ]                                   |
| 12. | Elwyn Brooks White              | Stany Zjednoczone | Pajęczyna Szarloty                                                        | 1952      | powieść fantastyczna                             | 50 milionów                   | [ 18 ]                                          |
| 12. | Vladimir Nabokov                | Rosja             | Lolita                                                                    | 1955      | romans, tragikomedia                             | 50 milionów                   | [ 16 ]                                          |
| 12. | Shere Hite                      | Niemcy            | Sexual Honesty, by Women, For Women                                       | 1976      | praca naukowa                                    | 50 milionów                   | [ 34 ]                                          |
| 12. | Johnston McCulley               | Stany Zjednoczone | The Curse of Capistrano (Zorro)                                           | 1919      | powieść                                          | 50 milionów                   | [ 23 ]                                          |
| 12. | Anna Sewell                     | Wielka Brytania   | Czarny Książę                                                             | 1877      | powieść                                          | 50 milionów (lub 40 milionów) | [ 18 ] [ 35 ]                                   |
| 12. | Lucy Maud Montgomery            | Wielka Brytania   | Ania z Zielonego Wzgórza                                                  | 1908      | powieść dziecięca                                | 50 milionów                   | [ 16 ]                                          |
| 12. | Lew Wallace                     | Stany Zjednoczone | Ben Hur                                                                   | 1880      | powieść historyczna                              | 50 milionów                   | [ 1 ] [ 23 ]                                    |
| 12. | Benjamin Spock                  | Stany Zjednoczone | The Common Sense Book of Baby and Child Care                              | 1946      | poradnik                                         | 50 milionów                   | [ 36 ]                                          |
| 12. | Jack Higgins                    | Wielka Brytania   | Orzeł wylądował                                                           | 1975      | powieść sensacyjna                               | 50 milionów                   | [ 37 ]                                          |
| 12. | Richard Adams                   | Wielka Brytania   | Wodnikowe Wzgórze                                                         | 1972      | powieść fantastyczna                             | 50 milionów                   | [ 38 ] [ 39 ] [ 40 ]                            |
| 12. | Robert James Waller             | Stany Zjednoczone | Co się wydarzyło w Madison County                                         | 1992      | powieść                                          | 50 milionów                   | [ 16 ]                                          |
| 13. | J.P. Donleavy                   | Stany Zjednoczone | Ryży (The Ginger Man)                                                     | 1955      | powieść                                          | 45 milionów                   | [ 41 ] [ 42 ]                                   |
| 14. | Richard Bach                    | Stany Zjednoczone | Mewa                                                                      | 1970      | nowela                                           | 44 milionów                   | [ 43 ]                                          |
| 15. | E.L. James                      | Stany Zjednoczone | Pięćdziesiąt twarzy Greya                                                 | 2011      | powieść erotyczna                                | 40 milionów                   | [ 44 ] [ 45 ]                                   |
| 15. | V.C. Andrews                    | Stany Zjednoczone | Kwiaty na poddaszu                                                        | 1979      | powieść gotycka, horror                          | 40 milionów                   | [ 46 ]                                          |
| 15. | Harper Lee                      | Stany Zjednoczone | Zabić drozda                                                              | 1960      | powieść                                          | 40 milionów                   | [ 47 ]                                          |
| 15. | Elbert Hubbard                  | Stany Zjednoczone | A Message to Garcia                                                       | 1899      | powieść                                          | 40 milionów                   | [ 48 ]                                          |
| 15. | Jostein Gaarder                 | Norwegia          | Świat Zofii                                                               | 1991      | powieść filozoficzna                             | 40 milionów                   | [ 49 ]                                          |
| 16. | Dan Brown                       | Stany Zjednoczone | Anioły i demony                                                           | 2000      | powieść kryminalna, powieść sensacyjna, thriller | 39 milionów                   | [ 50 ]                                          |
| 17. | Louisa L. Hay                   | Stany Zjednoczone | You Can Heal Your Life                                                    | 1984      | powieść                                          | 36 milionów                   | [ 51 ]                                          |
| 18. | Hal Lindsey & Carole C. Carlson | Stany Zjednoczone | The Late, Great Planet Earth                                              | 1970      | powieść                                          | 35 milionów                   | [ 52 ]                                          |
| 18. | Wayne W. Dyer                   | Stany Zjednoczone | Your Erroneous Zones                                                      | 1976      | poradnik psychologiczny                          | 35 milionów                   | [ 53 ]                                          |
| 19. | Jeffrey Archer                  | Wielka Brytania   | Kane i Abel                                                               | 1979      | powieść kryminalna                               | 34 milionów                   | [ 54 ]                                          |
| 20. | Colleen McCullough              | Australia         | Ptaki ciernistych krzewów                                                 | 1977      | romans                                           | 30 milionów                   | [ 55 ] [ 56 ] [ 57 ] [ 58 ] [ 59 ]              |
| 20. | Margaret Mitchell               | Stany Zjednoczone | Przeminęło z wiatrem                                                      | 1936      | romans                                           | 30 milionów                   | [ 60 ]                                          |
| 20. | Anne Frank                      | Holandia          | Dziennik Anne Frank                                                       | 1947      | autobiografia                                    | 30 milionów                   | [ 61 ]                                          |
| 20. | Jacqueline Susann               | Stany Zjednoczone | Dolina lalek                                                              | 1966      | powieść                                          | 30 milionów                   | [ 62 ]                                          |
| 20. | Dan Brown                       | Stany Zjednoczone | Zaginiony symbol                                                          | 2009      | powieść                                          | 30 milionów                   | [ 63 ]                                          |
| 20. | William Bradford Huie           | Stany Zjednoczone | The Revolt of Mamie Stove                                                 | 1951      | powieść                                          | 30 milionów                   | [ 64 ]                                          |
| 20. | Eric Carle                      | Stany Zjednoczone | The Very Hungry Caterpillar                                               | 1969      | powieść dziecięca                                | 30 milionów                   | [ 65 ]                                          |
| 21. | F. Scott Fitzgerald             | Stany Zjednoczone | Wielki Gatsby                                                             | 1925      | melodramat / powieść obyczajowa                  | 25 milionów                   | [ 66 ]                                          |

## Wyjątki
Najlepiej sprzedające się komiksy na świecie to mangi One Piece, Dragon Ball i Naruto. Manga Naruto w 2014 roku przekroczyła nakład 200 milionów egzemplarzy. W 2015 roku manga One Piece została wpisana do Księgi rekordów Guinnessa jako najlepiej sprzedająca się manga na świecie, pobijając rekord sprzedaży Dragon Balla i Naruto. Japonia jest głównym krajem, w którym rozpowszechniony jest nakład mangi.

### Serie komiksowe
| Nr | Autor                         | Narodowość | Tytuł (uwagi)                        | Wydana    | Gatunek | Sprzedaż         | Źródło        |
| -- | ----------------------------- | ---------- | ------------------------------------ | --------- | ------- | ---------------- | ------------- |
| 1. | Eiichiro Oda                  | Japonia    | cykl 90 tomów komiksu One Piece      | od 1997   | manga   | 320–380 milionów | [ 69 ] [ 70 ] |
| 2. | Takao Saito                   | Japonia    | cykl 190 tomów komiksu Golgo 13      | od 1969   | manga   | 280 milionów     | [ 71 ]        |
| 3. | Akira Toriyama                | Japonia    | cykl 42 tomów komiksu Dragon Ball    | 1984–1995 | manga   | 230 milionów     | [ 72 ]        |
| 4. | Masashi Kishimoto             | Japonia    | cykl 72 tomów komiksu Naruto         | 1999–2014 | manga   | 205–220 milionów | [ 73 ] [ 74 ] |
| 5. | Osamu Tezuka                  | Japonia    | cykl 17 tomów komiksu Black Jack     | 1973–1983 | manga   | 176 milionów     | [ 75 ]        |
| 6. | Gōshō Aoyama                  | Japonia    | cykl 95 tomów komiksu Detektyw Conan | od 1994   | manga   | 150 milionów     | [ 76 ]        |
| 7. | Tetsu Kariya i Akira Hanasaki | Japonia    | cykl 111 tomów komiksu Oishinbo      | od 1983   | manga   | 130 milionów     | [ 77 ]        |
| 8. | Osamu Tezuka                  | Japonia    | cykl 23 tomów komiksu Astroboy       | 1952–1968 | manga   | 100 milionów     | [ 78 ]        |